# Distribució geomètrica estable
Una distribució geomètrica estable o distribució geoestable és un tipus de distribució de probabilitat leptocúrtica. Les distribucions geomètriques estables es van introduir a Klebanov, LB, Maniya, GM i Melamed, IA (1985). Un problema de Zolotarev i anàlegs de distribucions estables i infinitament divisibles en un esquema per sumar un nombre aleatori de variables aleatòries. Aquestes distribucions són anàlogues de distribucions estables per al cas en què el nombre de sumands és aleatori, independent de la distribució de sumands i amb distribució geomètrica. La distribució geomètrica estable pot ser simètrica o asimètrica. Una distribució estable geomètrica simètrica també es coneix com a distribució de Linnik. La distribució de Laplace i la distribució asimètrica de Laplace són casos especials de la distribució geomètrica estable. La distribució Mittag-Leffler també és un cas especial de distribució geomètrica estable.
La distribució geomètrica estable té aplicacions en teoria financera.

## Característiques
Per a la majoria de distribucions geomètriques estables, la funció de densitat de probabilitat i la funció de distribució acumulada no tenen forma tancada. Tanmateix, una distribució geomètrica estable es pot definir per la seva funció característica, que té la forma:
{\displaystyle \varphi (t;\alpha ,\beta ,\lambda ,\mu )=[1+\lambda ^{\alpha }|t|^{\alpha }\omega -i\mu t]^{-1}}
{\displaystyle \omega ={\begin{cases}1-i\beta \tan \left({\tfrac {\pi \alpha }{2}}\right)\,\operatorname {sign} (t)&{\text{if }}\alpha \neq 1\\1+i{\tfrac {2}{\pi }}\beta \log |t|\operatorname {sign} (t)&{\text{if }}\alpha =1\end{cases}}}
El paràmetre {\displaystyle \alpha }, que ha de ser superior a 0 i inferior o igual a 2, és el paràmetre de forma o índex d'estabilitat, que determina el pes de les cues. Més baix {\displaystyle \alpha } correspon a cues més pesades.
El paràmetre {\displaystyle \beta }, que ha de ser més gran o igual que −1 i menor o igual que 1, és el paràmetre d'asimetria. Quan {\displaystyle \beta } és negativa la distribució està esbiaixada cap a l'esquerra i quan {\displaystyle \beta } és positiu la distribució està esbiaixada cap a la dreta. Quan {\displaystyle \beta } és zero, la distribució és simètrica i la funció característica es redueix a:
{\displaystyle \varphi (t;\alpha ,0,\lambda ,\mu )=[1+\lambda ^{\alpha }|t|^{\alpha }-i\mu t]^{-1}}